# Amarantine
Amarantine è il sesto album in studio della musicista e cantante irlandese Enya, pubblicato il 18 novembre 2005 dalla Warner Music. L'album ha venduto più di 6 milioni di copie e si è aggiudicato un Grammy Award nella categoria Best New Age Album nel 2007.

## Il Disco

### Descrizione
Una delle peculiarità di Amarantine è la presenza di tracce cantate in diverse lingue: l'inglese, il giapponese (usata nella sola Sumiregusa, una canzone ispirata ad un haiku del poeta giapponese Basho) e il Loxian, una lingua inventata da Roma Ryan (presente in Less Than a Pearl, The River Signs, e Water Shows the Hidden Heart). A differenza degli altri album pubblicati da Enya, Amarantine è caratterizzato da molti meno momenti strumentali (l'unica traccia non cantata è Drifting).

### Amarantine Special Christmas Edition
Nel mese di dicembre del 2006, venne pubblicata un'edizione ampliata dell'album intitolata Amarantine Special Christmas Edition. Oltre a presentare l'intero Amarantine, questa pubblicazione include un secondo CD contenente quattro tracce: due inediti e due classici natalizi reinterpretati dalla cantante.

## Tracce
Testi di Roma Ryan, musiche di Enya.
1. Less Than a Pearl• – 3:44
2. Amarantine – 3:13
3. It's in the Rain – 4:08
4. If I Could Be Where You Are – 4:01
5. The River Sings• – 2:49
6. Long Long Journey – 3:17
7. Sumiregusa – 4:42
8. Someone Said Goodbye – 4:02
9. A Moment Lost – 3:08
10. Drifting – 4:12
11. Amid the Falling Snow – 3:38
12. Water Shows the Hidden Heart• – 4:39

### Brani inclusi nel secondo compact disc diAmarantine Special Christmas Edition
1. Adeste Fideles – 3:58
2. The Magic of the Night – 3:34
3. We Wish You a Merry Christmas – 3:40
4. Christmas Secrets – 3:47

- brani cantati in Loxian, lingua creata dalla paroliera Roma Ryan ispirata alla lingua elfica di Tolkien.

### Singoli Estratti
- Amarantine (2005)
- It's in the Rain (2006)

## Successo
L'album negli Stati Uniti ha venduto 178 000 copie nella prima settimana, 116.000 nella seconda, 139.000 nella terza e 147.000 nella quarta.

### Piazzamenti in classifica
| Paese                    | Posizione |
| ------------------------ | --------- |
| Mondo                    | 3         |
| Europa                   | 3         |
| Australia                | 13        |
| Austria                  | 4         |
| Belgio (Vallonia)        | 1         |
| Belgio (Fiandre)         | 2         |
| Canada                   | 4         |
| Danimarca                | 7         |
| Finlandia                | 22        |
| Francia                  | 5         |
| Giappone                 | 2         |
| Regno Unito              | 8         |
| Irlanda                  | 15        |
| Italia                   | 8         |
| Messico                  | 15        |
| Nuova Zelanda            | 10        |
| Norvegia                 | 13        |
| Paesi Bassi              | 5         |
| Polonia                  | 5         |
| Portogallo               | 5         |
| Repubblica Ceca          | 4         |
| Spagna                   | 9         |
| Svezia                   | 4         |
| Svizzera                 | 3         |
| Germania                 | 3         |
| Ungheria                 | 7         |
| Billboard 200            | 6         |
| Billboard New Age Albums | 1         |
| Billboard Digital Albums | 8         |

### Classifiche di fine anno
| Paese (Anno)     | Posizione |
| ---------------- | --------- |
| Australia (2005) | 91        |
| Australia (2006) | 84        |
| Austria (2005)   | 59        |
| Austria (2006)   | 28        |
| Italia (2005)    | 37        |
| Italia (2006)    | 68        |
| Messico (2006)   | 99        |
| Regno Unito      | 69        |
| Spagna (2005)    | 49        |
| Svizzera (2006)  | 10        |

### Certificazioni e Vendite
| Paese (Certificante)      | Certificazione | Vendite    |
| ------------------------- | -------------- | ---------- |
| Paesi Bassi (NVPI)        | Platino        | 80 000+    |
| Portogallo (AFP)          | Platino        | 20 000+    |
| Argentina (CAPIF)         | Oro            | 20 000+    |
| Danimarca (IFPI)          | Oro            |            |
| Messico (AMPROFON)        | Oro            | 50 000+    |
| Polonia (ZPAV)            | Oro            |            |
| Spagna (PROMUSICAE)       | Oro            |            |
| Svezia (IFPI)             | Oro            |            |
| Ungheria (MHAHSZ)         | Oro            |            |
| Continente (Certificante) | Certificazione | Vendite    |
| Europa (IFPI)             | Platino        | 1 000 000+ |